# Славин, Меер Абрамович
Меер Абрамович Славин (1898—1981) — генерал-майор медицинской службы Советской Армии, участник Первой мировой, Гражданской и Великой Отечественной войн.

## Биография
Меер Абрамович Славин родился 23 декабря 1898 года в городе Прилуки (ныне — Черниговская область Украины). Окончил шесть классов еврейской гимназии. Служил в Российской императорской армии, участвовал в Первой мировой войне. В 1918 году поступил на службу в Рабоче-Крестьянскую Красную Армию. Принимал участие в боях Гражданской войны против эстонских и финских войск. После окончания боевых действий продолжал службу в Красной Армии на различных военно-медицинских должностях. В 1928 году окончил Военно-медицинскую академию, после чего прошёл путь от ординатора военного госпиталя до должности начальника санитарного отдела Московского военного округа.
С октября 1943 года — на фронтах Великой Отечественной войны. Воевал заместителем начальника санитарного управления 2-го Украинского фронта. В его ведении находилась вся госпитальная база фронта. Славину удалось добиться значительного расширения госпитальной сети — до 50 тысяч коек. Было значительно улучшено качество лечебной работы и хозяйственного обеспечения, увеличился процент возвращения в строй по фронту. Вложил много труда в дело обеспечения войск медико-санитарным и санитарно-хозяйственным имуществом.
После окончания войны продолжал службу в Советской Армии. С 1946 года возглавлял медицинское управление Забайкальского военного округа. В августе 1958 года вышел в отставку. Умер 30 января 1981 года в городе Ростове-на-Дону.

## Награды
- Орден Ленина (21 февраля 1945 года);
- 2 ордена Красного Знамени (3 ноября 1944 года, 20 июня 1949 года);
- Орден Отечественной войны 1-й степени (22 июня 1944 года);
- Орден Красной Звезды (3 марта 1942 года);
- Медаль «За оборону Москвы» и другие медали.